# Metallurg Kadamjaï
Maillots
Le Metallurg Kadamjaï (en kirghize : Металлург Кадамжай) est un club kirghiz de football fondé en 1996 et basé dans la ville de Kadamjaï.

## Histoire
L'année même de sa création, le club remporte le championnat du Kirghizistan, 90 % de l'effectif du club provient alors du Semetey Kyzyl-Kiya, qui lui finit dernier du tableau. Le club dispute également la même année la finale de la Coupe du Kirghizistan, mais s'incline 3-1 face à l'équipe d'AiK Bishkek.

## Palmarès
| Compétitions nationales                                                                              |
| --- |
| - Championnat de Kirghizistan (1) : - Champion : 1996. - Coupe du Kirghizistan : - Finaliste : 1996. |